# Ньюарк-Веллі (селище, Нью-Йорк)
Ньюарк-Веллі (англ. Newark Valley) — селище (англ. village) в США, в окрузі Тайога штату Нью-Йорк. Населення — 928 осіб (2020).

## Географія
Ньюарк-Веллі розташований за координатами 42°13′22″ пн. ш. 76°11′12″ зх. д. / 42.22278° пн. ш. 76.18667° зх. д. (42.222905, -76.186776).  За даними Бюро перепису населення США в 2010 році селище мало площу 2,56 км², уся площа — суходіл.

## Демографія
Згідно з переписом 2010 року, у селищі мешкало 997 осіб у 388 домогосподарствах у складі 271 родини. Густота населення становила 390 осіб/км².  Було 444 помешкання (174/км²).
Расовий склад населення:
| - 96,8 % — білих - 0,6 % — азіатів - 0,2 % — корінних американців |

До двох чи більше рас належало 1,7 %. Частка іспаномовних становила 1,7 % від усіх жителів.
За віковим діапазоном населення розподілялося таким чином: 27,5 % — особи молодші 18 років, 57,0 % — особи у віці 18—64 років, 15,5 % — особи у віці 65 років та старші. Медіана віку мешканця становила 37,0 року. На 100 осіб жіночої статі у селищі припадало 89,2 чоловіків;  на 100 жінок у віці від 18 років та старших — 92,3 чоловіків також старших 18 років.
Середній дохід на одне домашнє господарство  становив 67 047 доларів США (медіана — 48 083), а середній дохід на одну сім'ю — 83 818 доларів (медіана — 66 250). Медіана доходів становила 50 250 доларів для чоловіків та 40 673 долари для жінок. За межею бідності перебувало 10,2 % осіб, у тому числі 7,8 % дітей у віці до 18 років та 5,1 % осіб у віці 65 років та старших.
Цивільне працевлаштоване населення становило 515 осіб. Основні галузі зайнятості: виробництво — 24,3 %, освіта, охорона здоров'я та соціальна допомога — 21,2 %, науковці, спеціалісти, менеджери — 11,7 %, роздрібна торгівля — 8,7 %.